# Винавер, Бруно
Бруно Винавер (пол. Bruno Bernard Winawer, в русскоязычной записи о рождении — Бернард Давидович Винавер; 17 марта 1883, Варшава, Царство Польское, Российская империя — 11 апреля 1944, Ополе-Любельске, Польша) — польский драматург, комедиограф, прозаик, фельетонист, колумнист, физик и популяризатор физики.

## Биография
Еврейского происхождения, сын Давида Винавера (1828 — после 1878) и Розалии Мошковской (1843—1901). Изучал физику в Гейдельбергском университете, в 1901 году под руководством Филиппа Ленарда защитил докторскую диссертацию по теме «Диэлектрические исследования щелочных люминофоров», затем работал в Амстердамском университете ассистентом нобелевского лауреата Питера Зеемана.
Во время революции 1905 года был связан с партией СДКПиЛ. Автор «Марсельезы польских рабочих» (Marsylianki robotniczej).
В 1917—1921 годах — научный сотрудник Варшавского политехнического института (ныне Варшавский политехнический университет).
После начала Второй мировой войны оказался во Львове, где в сентябре 1940 года вступил в Союз советских писателей Украины. После оккупации Львова нацистской Германией в 1941 году был заключён в Варшавском гетто. В 1942 году ему удалось выбраться из гетто, некоторое время скрывался под вымышленным именем. Арестованный по доносу, был доставлен в лагерь смерти Треблинка, откуда ему удалось бежать. Умер в больнице в Ополе-Любельске.

## Творчество
Автор популярных социальных комедий, часто на научные темы, научно-фантастических рассказов, вёл рубрику по науке и литературе. Его комедии в стиле Бернарда Шоу («Rycerz z labdziem», «Znajomek z Fiesole» и др.) с едким остроумием бичуют лицемерие разложившихся «образованных» классов. Одна из комедий Б. Винавера — «Книга Иова: нудная комедия в трёх актах» — переведена на английский язык Дж. Конрадом. Также занимался популяризацией физики, опубликовал ряд научно-популярных книг.

## Избранные произведения
- Księga Hjoba: komedja nudna w 3 aktach (1921, комедия)
- Roztwór Pytla (1922, комедия)
- R. H. Inżynier (1922, комедия)
- Doktor Przybram (1924, научно-фантастическая повесть)
- Jeszcze o Einsteinie: teorja względności z lotu ptaka (1924)
- Boczna antena. Ostatnie biuletyny z frontów wieczystych (1926, сборник фельетонов)
- Dług honorowy (1929, научно-фантастическая повесть)
- Literaturę trzeba przewietrzyć (1935, сборник фельетонов)
- Ziemia w malignie (1937, сборник фельетонов)
- Ślepa latarka
- Notatnik Szymona van Geldern
- Niziny
- Losy Europy
- Rokowania pokojowe
- Rycerz z łabędziem
- Tematy i warjacje (1921)
- Trzysta miljonów koni
- Turnieje maszyn
- Znajomek z Fiesole (комедия}
- Bohater mechaniczny

В 1921 году снялся в польском немом фильме «Пан Твардовский» .